# Inger Liliequist
Inger Marianne Liliequist, född 14 februari 1948, är en svensk arkeolog och antikvarie.
Inger Liliequist var länsantikvarie i Västernorrlands län 1991–1997 och länsråd vid länsstyrelsen i samma län 1998–2003. Hon var riksantikvarie 2003–2012. Under hennes tid som chef för Riksantikvarieämbetet väckte frågorna kring Ales stenar och Runverket debatt. Runverkets fortsatta existens ansågs vara hotad av akademiska forskare i början på 2000-talet. Detta föranledde 2007 en debatt mellan dessa och Liliequist.  Sedan 2019 är Inger Liliequist ledamot av ordenskapitlet vid Kungl. Maj:ts Orden.